# Nước tương
Nước tương, tàu vị yểu hay xì dầu là một loại nước chấm được sản xuất bằng cách cho hỗn hợp đậu tương, đậu phộng được rang chín, nước, muối ăn... bằng phương pháp lên men tự nhiên với quy mô công nghiệp. Tuy nhiên cũng có quy trình sản xuất thủ công nhưng mất nhiều thời gian hơn. Nước chấm này, có nguồn gốc từ Trung Hoa, được sử dụng khá phổ biến trong ẩm thực châu Á tại khu vực Đông Á và Đông Nam Á, gần đây cũng xuất hiện trong một số món ăn của ẩm thực phương Tây.

## Từ nguyên
Trong tiếng Việt âm "xì dầu" có gốc từ tiếng Quảng Đông "豉油", "si6 jau4", âm Hán Việt là "thị du". Còn "tàu vị yểu" là gọi theo âm tiếng Triều Châu "豆味油", tức "đậu vị du".

## Sản xuất
Xì dầu đích thực được lên men bằng men (麴, là một trong hai loài nấm Aspergillus oryzae hay A. sojae) cùng các vi sinh vật liên quan khác. Xì dầu đích thực được sản xuất từ hạt đậu tương nguyên vẹn, nhưng nhiều loại rẻ tiền được làm từ protein đậu tương thủy phân. Các loại xì dầu này không có màu sắc tự nhiên của xì dầu đích thực và nói chung được nhuộm màu bằng nhuộm màu caramel để có màu nâu đen.
Ngoài ra, theo truyền thống thì hạt đậu tương được lên men trong các điều kiện tự nhiên, chẳng hạn như trong các bình hay lọ to để ngoài trời mà người ta tin rằng sẽ tạo thêm hương vị cho sản phẩm. Ngày nay, phần lớn xì dầu sản xuất ở quy mô thương mại được lên men trong môi trường do máy móc kiểm soát.
Dường như tất cả các loại xì dầu đều được bổ sung thêm một chút rượu khi đóng chai, có tác dụng như là chất bảo quản chống hư hỏng. Xì dầu nói chung nên được bảo quản nơi râm mát, tránh bị nắng chiếu trực tiếp. Chai xì dầu đã mở nắp mà không được lưu giữ nơi có nhiệt độ thấp sẽ hơi bị đắng.
Mặc dù có nhiều loại xì dầu, nhưng tất cả đều là chất lỏng màu nâu có vị mặn, được sử dụng để tạo gia vị khi nấu ăn hay làm nước chấm. Cái mà một số người phương Tây chỉ có thể miêu tả như là một loại vị ngọt có mùi thơm thì đối với người phương Đông lại là một vị cơ bản được người Nhật gọi là "umami", còn người Trung Quốc gọi là "tiên vị" (鲜味). Chất tạo ra vị umami này là glutamat mononatri, có tự nhiên trong xì dầu.

### Sản xuất tại gia
Giống như các sản phẩm khác được chế biến bằng cách lên men đậu tương như miso, sữa đậu nành, đậu hũ,... xì dầu cũng có thể sản xuất thủ công tại gia. Phương pháp truyền thống đòi hỏi việc trộn loại nấm men đặc biệt là Aspergillus oryzae với đậu tương.

## Các loại xì dầu

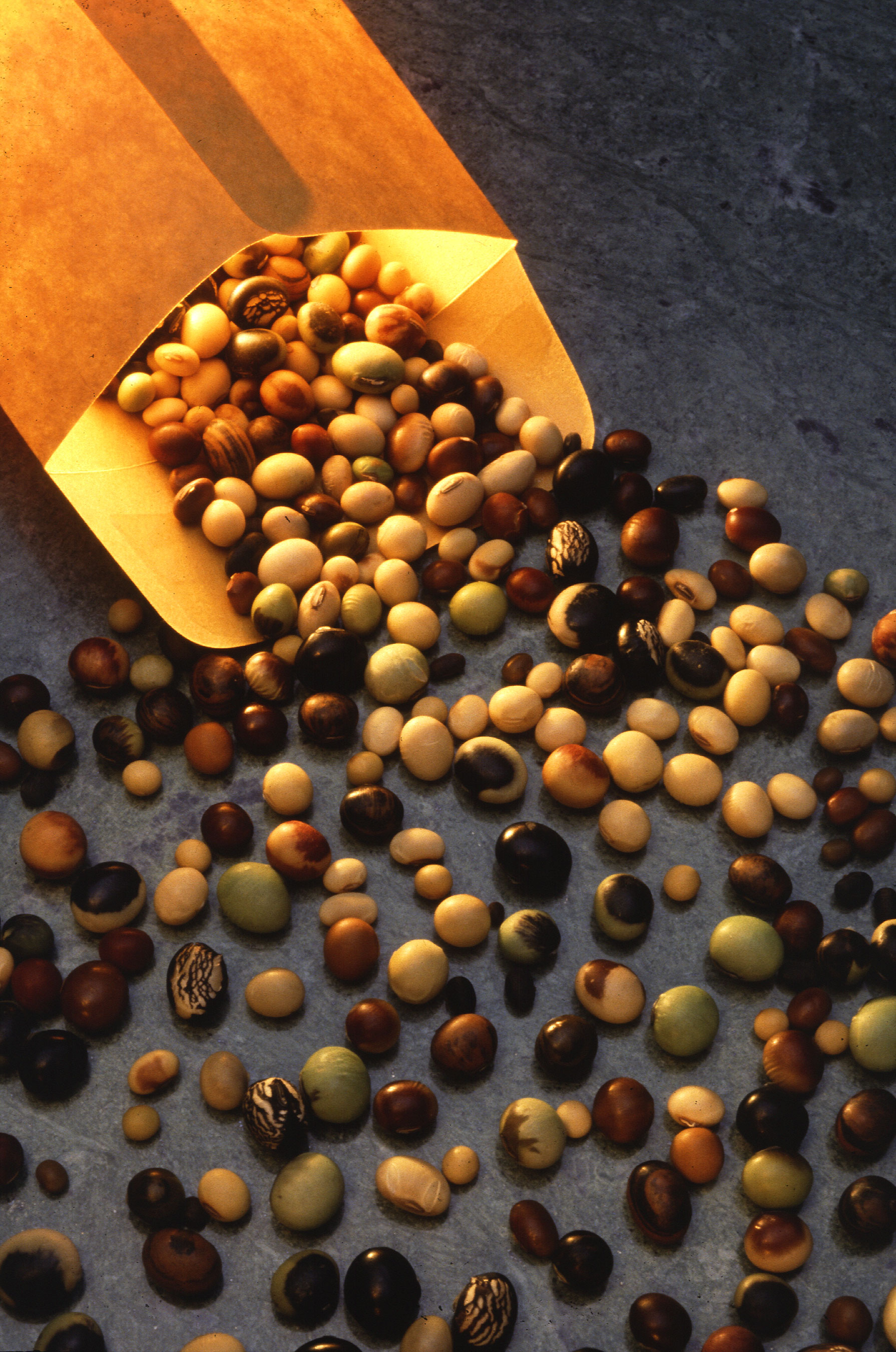
Xì dầu làm từ đậu tương.

Xì dầu có nguồn gốc từ miền nam Dương tử, cư dân thờ Thần Nông, nơi cư trú của cộng đồng người Việt và kể từ thời kỳ đó nó đã xâm nhập vào ẩm thực truyền thống của nhiều nền văn hóa Á Đông. Xì dầu được sử dụng rộng rãi như là một thành phần quan trọng để tạo hương vị trong ẩm thực Trung Hoa, ẩm thực Nhật Bản, ẩm thực Philippines, ẩm thực Triều Tiên v.v. Tuy nhiên, cần lưu ý rằng mặc dù bề ngoài khá giống nhau, nhưng các loại xì dầu được sản xuất tại các khu vực khác nhau là không giống nhau về mùi vị, hương thơm, độ mặn và thời hạn sử dụng. Chính vì thế, có thể là không hợp lý khi thay thế một loại xì dầu cho một loại xì dầu khác trong ẩm thực của một nền văn hóa nào đó.

### Trung Quốc
Xì dầu Trung Quốc (tương du/thị du, 酱油/豉油) chủ yếu được làm từ đậu tương, với một lượng tương đối ít ngũ cốc. Có hai dạng chính là:
- Xì dầu nhạt màu/tươi ("Sinh trừu"; 生抽): Là loại xì dầu màu nâu sẫm trong mờ, loãng (không nhớt). Nó là loại xì dầu chủ yếu dùng để ướp thực phẩm, do nó mặn hơn, chủ yếu để bổ sung hương vị nhưng cũng bổ sung thêm một chút màu sắc cho món ăn cho dù nó nhạt màu và ít ảnh hưởng tới màu sắc của món ăn. Loại xì dầu nhạt màu làm từ nước ép đầu tiên của đậu tương lên men gọi là đầu trừu (頭抽), nghĩa văn chương là xì dầu nước đầu hay xì dầu nhạt màu thượng hạng. Đầu trừu thông thường được bán đắt hơn, do có mùi vị tốt hơn (tương tự như dầu ôliu thượng hạng). Ngoài ra, phân loại Song Hoàng (雙璜) còn nhắc đến quá trình lên men kép để bổ sung và tăng thêm mùi vị.
- Xì dầu sẫm màu/để lâu ("Lão trừu"; 老抽): Loại xì dầu sẫm màu hơn và đặc hơn một chút, được ngâm ủ lâu hơn và chứa mật đường bổ sung để tạo cho nó biểu hiện bề ngoài khác biệt. Loại xì dầu này chủ yếu được dùng khi nấu ăn do mùi vị của nó sẽ tạo ra khi đun nóng. Nó ngọt hơn và ít hương vị hơn khi so sánh với loại xì dầu nhạt màu. Nó dùng để bổ sung màu sắc cho món ăn nhiều hơn là tạo mùi vị.

Trong ẩm thực Trung Hoa truyền thống, một trong hai loại này hoặc cả hai loại được sử dụng để thu được hương vị và màu sắc cụ thể cho mỗi món ăn cụ thể nào đó.
Các loại khác:
- Xì dầu đặc (Tương du cao: 醬油膏): Loại xì dầu sẫm màu được cô đặc bằng tinh bột và đường. Nó đôi khi cũng được tạo vị bằng bột ngọt. Loại xì dầu này ít khi được sử dụng trực tiếp trong nấu ăn, mà thường được sử dụng để pha nước chấm hay rót lên trên thực phẩm đã chế biến.
- Xì dầu bột nhão (Hoàng tương: 黄酱): Nó không phải là xì dầu thực sự mà là một loại sản phẩm mặn khác từ đậu tương. Nó là một trong những thành phần chính của món ăn gọi là tạc tương miến (炸酱面, nghĩa văn chương là "mì sợi chiên xì dầu").

Tại Singapore và Malaysia, xì dầu nói chung được người gốc Trung Quốc gọi là đậu du (豆油); loại xì dầu sẫm màu gọi là tương du (醬油) còn loại xì dầu nhạt màu là tương thanh (醬清). Angmoh tauyew (紅貌豆油: Hồng mạo đậu du), nghĩa văn chương là "xì dầu nước ngoài" là tên gọi trong tiếng Mân Nam để chỉ nước sốt Worcestershire. 

### Đài Loan
Tại Đài Loan, người ta chỉ sử dụng loại xì dầu nhạt màu và gọi nó là tương du (醬油); còn các thuật ngữ như sinh trừu (生抽) và lão trừu (老抽) thì không sử dụng. Ngoài loại xì dầu làm từ đậu tương và lúa mì thì còn có loại làm từ đậu thị. Loại này nói chung đắt tiền hơn do mất nhiều thời gian sản xuất hơn và được coi là có giá trị dinh dưỡng cao hơn cũng như có hương vị thơm ngon hơn.
Lịch sử sản xuất xì dầu tại Đài Loan có thể lần ngược lại tới vùng đông nam Trung Quốc lục địa, tại các tỉnh Phúc Kiến và Quảng Đông. Sự chia cắt chính trị và văn hóa giữa Đài Loan và Trung Quốc kể từ khi kết thúc chiến tranh Trung-Nhật lần thứ nhất năm 1895, khi Trung Quốc phải nhượng Đài Loan cho Nhật Bản, đã tạo ra một sự thay đổi ngoài dự kiến trong sản xuất xì dầu tại Đài Loan. Ngoài ra, Đài Loan cũng là nơi duy nhất sản xuất xì dầu đậu thị ở quy mô thương mại, xuất khẩu tới các quốc gia và vùng lãnh thổ như Nhật Bản, Hồng Kông, Indonesia, Thái Lan, Hoa Kỳ, Canada, Đức và Vương quốc Anh.

### Hawaii
Loại xì dầu duy nhất được công ty Aloha Shoyu sản xuất từ năm 1946 là hỗn hợp pha trộn đặc biệt của đậu tương, hạt lúa mì và muối, khá phổ biến trong ẩm thực của cư dân bản địa Hawaii.

### Indonesia

Loại xì dầu ngọt và đặc Kecap manis của Indonesia.

Tại Indonesia, xì dầu hay nước sốt được gọi chung là kecap, mà có lẽ từ đó đã xuất hiện từ ketchup trong tiếng Anh. Có hai loại xì dầu cơ bản:
- Kecap asin: Xì dầu mặn, tương tự như loại nhạt màu của Trung Quốc, nhưng hơi đặc hơn và mùi vị mạnh hơn; có thể dùng thay thế cho loại xì dầu nhạt màu của Trung Quốc trong các công thức chế biến.
- Kecap manis: Loại xì dầu ngọt, đặc gần như xi rô, hương vị tương tự như mật đường do sự bổ sung nhiều của đường thốt nốt hoặc đường chà là.

Kecap inggris ("nước sốt lên men của người Anh") hay "saus inggris" ('nước sốt Anh') là tên gọi trong tiếng Indonesia để chỉ nước sốt Worcestershire. Kecap Ikan là loại nước sốt cá của người Indonesia.

### Malaysia
Malaysia là quốc gia có nhiều liên kết văn hóa với Indonesia. Tại đây, người ta dùng từ 'kicap' để chỉ xì dầu. Kicap có hai loại cơ bản: kicap lemak và kicap cair. Kicap lemak tương tự như kecap manis nhưng với rất ít đường trong khi kicap cair là tương tự như kecap asin. Tuy nhiên, kiểu kecap manis của Indonesia hiện nay có các phiên bản tương đương tại Malaysia do số lượng đang gia tăng các nhà sản xuất Mã Lai trong ngành đã từng là ngành công nghiệp chiếm ưu thế của người Trung Quốc. Kicap là một đồ gia vị quan trọng trong ẩm thực Mã Lai và ẩm thực Trung Quốc tại Malaysia. Kicap cũng thâm nhập vào ẩm thực Ấn Độ tại Malaysia. Một món ăn phổ biến là 'daging masak hitam' của người Hồi giáo gốc Ấn Độ, trong đó thịt bò hay thịt cừu được hầm với nước sốt ngọt làm từ kicap. Một số người còn thêm một chút kicap vào món ca ri hay cơm để tăng gia vị cho món ăn. Nhiều trẻ em Malaysia ưa thích món ăn từ gạo với kicap và trứng rán.

### Nhật Bản
Xì dầu Nhật Bản, hay shō-yu (しょうゆ, 醤油) – theo truyền thống được chia thành năm loại chính, phụ thuộc vào các khác biệt trong thành phần và phương pháp sản xuất. Xì dầu Nhật Bản có thành phần chính là lúa mì, và điều đó làm cho xì dầu ngọt hơn loại của Trung Quốc; chúng có hương vị hơi giống của một loại rượu vang Tây Ban Nha là sherry. Xì dầu Nhật Bản và xì dầu Trung Quốc không thể thay thế lẫn nhau trong nhiều công thức chế biến. Loại xì dầu sẫm màu của Trung Quốc gần với xì dầu Nhật Bản ở màu sắc tổng thể, nhưng không gần về độ mạnh của hương vị hay kết cấu.
- Koikuchi (濃口) – Có nguồn gốc từ khu vực Kantō, việc sử dụng nó dần dà phổ biến khắp Nhật Bản. Trên 80% sản lượng xì dầu sản xuất tại Nhật Bản là koikuchi và nó có thể coi là loại xì dầu điển hình của người Nhật. Nó được sản xuất từ lượng gần bằng nhau của đậu tương và lúa mì. Loại xì dầu này còn được gọi là kijōyu (生醤油) hay namashōyu (生しょうゆ) khi không được tiệt trùng theo phương pháp Pasteur.
- Usukuchi (薄口) – Đặc biệt phổ biến tại khu vực Kansai, nó mặn hơn và nhạt màu hơn so với koikuchi. Màu nhạt hơn là do sử dụng amazake (cam tửu), một chất lỏng có vị ngọt, được làm từ gạo lên men trong sản xuất loại xì dầu này.
- Tamari (たまり) – Được sản xuất chủ yếu tại Chūbu. Tamari được làm từ đậu tương với một lượng nhỏ hạt lúa mì. Do vậy, nó sẫm màu hơn và nhiều hương vị hơn so với koikuchi. Nó có lẽ là loại xì dầu "nguyên bản" Nhật Bản, do công thức chế biến nó có gần như khi đậu tương được đưa từ Trung Quốc vào Nhật Bản. Về mặt kỹ thuật, loại này còn gọi là miso-damari (味噌溜り), do nó là chất lỏng chảy ra từ miso khi ngấu.
- Shiro (白, văn chương: "trắng") –Loại xì dầu rất nhạt màu. Ngược với xì dầu "tamari", xì dầu "shiro" được làm chủ yếu từ lúa mì và rất ít đậu tương, tạo ra màu nhạt và vị ngọt. Nó được sử dụng phổ biến tại khu vực Kansai để làm nổi bật bề ngoài của món ăn, ví dụ của sashimi.
- Saishikomi (再仕込, hai lần ủ) – Loại này thay thế cho koikuchi để ướp thực phẩm. Nó sẫm màu và hương vị mạnh hơn. Nó còn được gọi là kanro shoyu (甘露 醤油) hay "xì dầu ngọt".

Các loại xì dầu mới tại Nhật Bản có:
- Genen (減塩) – Cũng có loại xì dầu ít muối, nhưng không được coi là loại xì dầu riêng biệt, do việc khử hàm lượng muối là công đoạn thực hiện ngoài phạm vi sản xuất tiêu chuẩn của xì dầu.
- Amakuchi (甘口) – Được gọi là "xì dầu Hawaii" ở một số ít khu vực có người Mỹ, nó là biến thể của xì dầu "koikuchi".

Tất cả các loại xì dầu này được bán tại cửa hàng theo 3 cấp khác loại, tương ứng với quy trình sản xuất chúng:
- honjōzō hōshiki (本醸造 方式) – Chứa 100% sản phẩm lên men tự nhiên.
- shinshiki hōshiki (新式 方式) – Chứa 30-50% sản phẩm lên men tự nhiên.
- aminosanekikongō hōshiki (アミノ酸混合 方式) – Chứa 0% sản phẩm lên men; là nước chiết thực vật đã biến đổi. Nó được gọi là "liquid aminos" (các amino lỏng) tại Hoa Kỳ và Canada.
- tennen jōzō (天然 醸造) - Means no added ingredients except alcohol.

Tất cả các loại và cấp xì dầu trên đây có thể được chia thành các mức chất lượng chính thức như sau:
- hyōjun (標準) – Vô trùng Pasteur tiêu chuẩn.
- tokkyū (特級) – Chất lượng đặc biệt, không vô trùng.
- tokusen (特選) – Chất lượng thượng hạng, thông thường chỉ có số lượng rất hạn chế.
- hatsuakane (初茜) – Nói tới cấp công nghiệp được sử dụng cho bột và tạo vị.
- chōtokusen (超特選) – Được những người tiếp thị sử dụng để chỉ loại tốt nhất.

Nhà sản xuất xì dầu Nhật Bản lớn nhất hiện nay có lẽ là Tập đoàn Kikkoman.

### Triều Tiên
Xì dầu Triều Tiên, hay Joseon ganjang (조선간장) là sản phẩm phụ của doenjang, một dạng bột đậu tương nhão ở Triều Tiên. Joseon ganjang được làm hoàn toàn từ đậu tương và muối, vì thế rất mặn. Ngoại trừ đôi khi được sử dụng trong các món ăn truyền thống, hiện nay việc sử dụng Joseon ganjang đã bị thay thế bằng loại xì dầu Nhật Bản rẻ tiền hơn, mà người Triều Tiên gọi là waeganjang (왜간장/倭간장).
Ngoài ra họ còn có tương dạng sệt, gọi là tương bần Triều Tiên hay nước tương cái (청국장- cheonggukjang).Nguyên liệu chính của tương bần là đỗ tương, muốn tương ngon thì phải chọn đúng loại được trồng trên đảo Jeju, để có được độ đậm ngọt nhất định và to vừa. Các nguyên liệu còn lại là bột gạo nếp và muối trắng. Thứ dùng để lên men là mốc Aspergillus Oryzae và chum sành.Gạo sau khi ngâm được đem xay và cho thêm nước cho sánh, xếp một lượt lá khoai, chờ lên mốc vàng như hoa cải. Đỗ tương đem rang với bột than củi, đảo đều với lửa nhỏ để cho hạt chín đều từ bên ngoài vào bên trong, có màu vàng và mùi thơm lựng. Sau khi rang, cho đỗ tương vào ngâm nước đúng 7 ngày 7 đêm, không ít hơn hoặc nhiều hơn, nếu không thì hạt sẽ bị chua (ít hơn 7 ngày) hoặc úng (nhiều hơn 7 ngày). Nước ngâm đỗ đó được đem ủ với mốc, bóp thật nhuyễn cho hai thứ quyện với nhau, gia vị bằng nước muối đã được lọc sạch rồi bỏ tất cả hỗn hợp ấy vào chum phơi nắng ít nhất từ 2 tháng đến 6 tháng, tốt nhất là 2 năm. Trong khoảng thời gian phơi nắng, người làm đỗ tương phải lấy cây khuấy tương mỗi buổi sáng. nắng là một yếu tố quan trọng, trời càng nắng nóng thì chất lượng tương càng cao.Sản phẩm tương làm ra có màu nâu đen, sánh, dịu, đưa lên ngang mũi đã có thể nhận thấy vị ngọt, bùi, có thể bảo quản từ 2 đến 3 năm nếu làm đúng cách.

## Sức khỏe

### Tốt
Nghiên cứu của Đại học Quốc gia Singapore cho biết loại xì dầu sẫm màu của Trung Quốc chứa nhiều chất chống oxy hóa cao gấp 10 lần của rượu vang đỏ.

### Xấu
Xì dầu không chứa các isoflavon có lợi cho sức khỏe, mà thông thường gắn liền với các sản phẩm từ đậu tương như đậu phụ. Nó cũng khá mặn, vì thế không phù hợp cho những người phải ăn kiêng muối. Người ta cũng sản xuất loại xì dầu hàm lượng muối thấp, nhưng tất nhiên không thể sản xuất xì dầu mà không có muối.
Năm 2001, Cục Tiêu chuẩn Thực phẩm Vương quốc Anh đã phát hiện trong thử nghiệm các loại xì dầu khác nhau (làm từ protein đậu nành thủy phân, chứ không phải từ lên men tự nhiên) với khoảng 22% mẫu thử có chứa hóa chất gọi là 3-MCPD (3-monocloropropan-1,2-diol) ở mức cao hơn đáng kể so với mức cho phép của Liên minh châu Âu (EU). Khoảng hai phần ba các mẫu thử này cũng chứa một hóa chất khác gọi là 1,3-DCP (1,3-dicloropropan-2-ol) mà các chuyên gia khuyến cáo là không nên có ở bất kỳ mức nào trong thực phẩm. Cả hai hóa chất này đều có khả năng gây ung thư và Cục này đã khuyến cáo là nên rút các loại sản phẩm bị ảnh hưởng ra khỏi quầy hàng.
Tại Việt Nam, năm 2007, Sở Y tế TP Hồ Chí Minh đã công bố danh sách 17 doanh nghiệp sản xuất nước tương (xì dầu) có hàm lượng 3-MCPD vượt quy định cho phép.